# Guentherus katoi
Espèce
Guentherus katoi est une espèce de poissons osseux de la famille des Ateleopodidae.

## Référence
- Senou, Kuwayama & Hirate, 2008 : A new species of the genus Guentherus (Ateleopodiformes: Ateleopodidae) from Japan. Bulletin of the National Museum of Nature and Science (Ser. A) Suppl. 2 pp 13–19. Texte original